# ویران‌شهر (ترکیه)
ویرانشهر شهر تجاری و مرکز کشت پنبه که در جنوب شرقی کشور ترکیه و در ۵۳ کیلومتری مرزهای سوریه قرار دارد. ویرانشهر در دوران قدیم به کنستانتیا یا کنستانتینا (یونانی: Κωνσταντίνη) هم مشهور بود.
اکثر سکنه آن سُریانی زبان هستند. کردهای منطقهٔ ویرانشهر ترکیه اغلب از طایفهٔ میلان هستند.